# Nurié
nurié(ヌリエ)は日本のヴィジュアル系ロックバンド。

## メンバー
※公式サイトの「PROFILE」に準拠。
| 名前                                 | プロフィール           | プロフィール | 担当     |
| 名前                                 | 生年月日               | 血液型       | 担当     |
| ------------------------------------ | ---------------------- | ------------ | -------- |
| 大角龍太朗 （おおすみ りゅうたろう） | 1995年10月27日（29歳） | O型          | ボーカル |
| 廣瀬彩人 （ひろせ あやと）           | 12月12日               | A型          | ギター   |
| 小鳥遊やひろ （たかなし やひろ）     | 2月5日                 | 不明         | ベース   |
| 染谷悠太 （そめたに ゆうた）         | 4月21日                | A型          | ドラムス |

## 概要
ボーカルの大角龍太朗がソロプロジェクト「タソガレニ鳴ク。」を行っており、そのサポートメンバーとともに結成。
バンド名の由来は子どもの遊びから。「音楽は仕事ではなく遊び」であるため、自由な心で常に挑み続けたいという意味を込めた。また、「本来の"塗り絵"は白に色を足していく、枠があったとしても枠に捉われず自由に色付けていける」というところから、自分達の音楽のスタンスを比喩したバンド名となっている。
「シーンの常識を上書きするヴィジュアルロックバンド」を掲げ、活動を行っている。
2021年12月8日、ベースの小鳥遊やひろが永眠。。
éはeにアキュート・アクセントを付した文字。ベースの小鳥遊やひろのアイディアで、海外でも「ヌリエ」と発音してもらえるように付けた。また、アキュート・アクセントのついた海外で人気の日本のコンテンツに掛けて、世界的なバンドになるという思いも込められている。

## 来歴
※nurié japan live webの「PROFILE」に準拠
- 2019年
  - 7月29日 - 池袋EDGEにて始動主催『染色』を開催。
  - 8月14日 - 1st single 『モノローグ』販売開始。
  - 10月26日 - 会場限定single『生き継ぎ』販売開始。
  - 12月21日 - 新宿STARCRANEにて1st ONEMAN LIVE『人間になってよ！』を開催。満員にて成功を収める。
- 2020年
  - 1月14日 - 2nd single『人として人で在る様に』販売開始。
  - 4月9日 - 『配信収益音源化計画』を開始。
  - 7月1日 - 『今宵。未来の為に歌おう。』を各配信サイトにて配信開始。
  - 7月31日 - 『ラブラドール』を各配信サイトにて配信開始。
  - 8月25日 - 『愛を歌わせろ人生』を各配信サイトにて配信開始。
  - 9月16日 - 『晴天に吠える。』を各配信サイトにて配信開始。これを以て、『配信収益音源化計画』第一章が終了。
  - 12月18日 - 『配信収益音源化計画』第二章開始。第一弾『クソ喰らえ。』を各配信サイトにて配信開始。
- 2021年
  - 1月18日 - 『百鬼夜行』を各配信サイトにて配信開始。
  - 東名阪無料ワンマンツアー『白を溢す。』実施。
    - 3月19日 - 東京『白を溢す。-余白-』
    - 4月2日 - 名古屋『白を溢す。-下絵-』
    - 4月23日 - 大阪『白を溢す。-染色-』

  - 5月5日 - 1st FULL ALBUM『拝啓、二千二十年へ』販売開始。
  - 8月1日 -2nd Anniversaryワンマンライブ『鷹』を開催。
  - HOWL、Rides In ReVellionをゲストに迎え『新天地東京大阪主催3MAN ROOM-6-』を開催。
    - 9月8日 - RooM No.東京
    - 9月27日 - RooM No.大阪

  - 10月14日 - アルルカン主催『束の世界』+1actに選出される。11月14日Zepp Hanedaへの出演決定。
  - 10月27日 - 大角龍太朗生誕ライブ『大角を祝ってよ！3rd』開催
  - 11月14日 - アルルカン主催『束の世界』に+1actとして出演。
  - 12月8日 - 小鳥遊やひろが永眠[5]。
- 2022年
  - 1月5日 - 3rd single『RooM-6-』販売開始。
  - 3月12日 - YouTube生配信にて活動再開を発表。ワンマン公演「bouquet」5月23日大阪MUSE、5月31日渋谷REXの2公演からライブ活動を再開予定。オフィシャルファンクラブ『sketchbook』始動。